# Jambetalluru, Tirthahalli
Jambetalluru là một làng thuộc tehsil Tirthahalli, huyện Shimoga, bang Karnataka, Ấn Độ.